# ネックンネック
『ネックンネック』（原題：Neck 'n' Neck）はディズニー・ブラザーズ社（現：ウォルト・ディズニー・カンパニー）が制作したアニメーション短編映画作品であり、オズワルド・ザ・ラッキー・ラビットが登場する全27作品のうちの一作である。
題名の「Neck 'n' Neck」、すなわち「Neck and neck（首と首）」は「互角」という意味である。日本の家庭映写機用に販売された際には、『ミッキー漫画 スピーデー』の邦題が付けられていた。
本作は5分ほどの短編映画だが、アメリカ本土でフィルムが現存しておらず、失われた作品となっていた。以下に示すあらすじは、後に家庭映写機用として2分に短縮されたものである。

## あらすじ
オズワルドが猫のオルテンシア（サディー）とオンボロ車でドライブと洒落込むが、すぐに白犬警官が乗るバイクに追い回される。車は山を越え谷を越え、やがて深い轍が刻まれた道路に車輪が嵌る。不自然に広がったり狭まったりする奇妙な轍に合わせ、車はゴムのように広がったり、平べったく圧縮されたり、時には縦に二分割されたりもする。最後は狭い路地に突入してペラペラになりながら電柱に衝突。ペラペラの車は電柱に巻き取られてしまう。

## 再発見
前述の通り、本作の上映用フィルムは現在以て不明である。2018年11月に、元毎日新聞記者でアニメーション研究者である渡辺泰が所有していた映写機用フィルムが本作だと判明し、朝日新聞英字版にて発表された。渡辺は高校時代に玩具問屋で500円で購入したものの、長らくそれが失われたオズワルド作品であることに気付かなかったという。現在、フィルムは神戸市長田区の神戸映画資料館に所蔵されている。また、別のシーンを撮影した50秒ほどのフィルムが京都市のおもちゃ映画ミュージアムにある。